# Ulrich Salchow
Karl Emil Julius Ulrich Salchow (* 7. August 1877 in Kopenhagen; † 18. April 1949 in Stockholm) war ein schwedischer Eiskunstläufer, der im Einzellauf startete. Mit zehn Weltmeisterschaftstiteln und neun Europameisterschaftstiteln ist er der erfolgreichste Eiskunstläufer bei diesen Turnieren. Außerdem ist er der Olympiasieger von 1908 und Namensgeber des Salchow-Sprungs, eines der sechs Grundsprünge des Eiskunstlaufs.

## Karriere

### Als aktiver Sportler
Ulrich Salchow war der Sohn eines Regimentszahlmeisters, die Familie des Vaters stammte ursprünglich aus Böhmen. Die Familie lebte in Østerbro, sein jüngerer Bruder war der spätere Schriftsteller Wilhelm Salchow. Die Mutter betrieb Eiskunstlauf und wurde Eisprinzessin genannt. Der Sohn Ulrich begann im Alter von acht Jahren ebenfalls mit dem Eislauf. 1891 zog die Familie nach Stockholm, wo Salchow Mitglied des Allgemeinen Schlittschuhklubs (SASK) wurde. Schon im Februar debütierte er bei einem Schulwettkampf: Kaffee war den Kindern in der Familie Salchow streng verboten, doch der Sohn überzeugte den Vater, dass er gewinnen würde, wenn er vorher Kaffee trinke. Ulrich Salchow holte den Sieg mit einem Paar alter Schlittschuhe. Er entwickelte „eine Leidenschaft“, wie er später selbst sagte, für den Eiskunstlauf und wurde von dem Meisterläufer Ivar Hult betreut. Er trainierte auf der Eisbahn seines Vereins oder auf der zugefrorenen Nybroviken-Bucht.
1895 wurde die erste schwedische Meisterschaft im Eiskunstlaufen ausgetragen, Salchow wurde Vizemeister, im Jahr darauf errang er den Titel. Daraufhin wurde er gemeinsam mit dem Zweitplatzierten Thiolf Borg für die am anschließenden Wochenende in Stockholm stattfindende Weltmeisterschaft nominiert, wo Salchow den zweiten Platz hinter dem Österreicher Gustav Hügel belegte. Bei der Europameisterschaft drei Wochen später trat Weltmeister Hügel nicht an, und Salchow gewann gegen zwei Norweger, obwohl alle fünf Preisrichter Norweger waren. Daraufhin erklärte Salchow, nie wieder bei einer nationalen Meisterschaften anzutreten: „Wer einmal eine internationale Meisterschaft gewonnen hat, konzentriert sich auf die nächste!“ Neunmal wurde er im Laufe seiner Karriere Europameister (1898–1900, 1904, 1906–1907, 1909–1910, 1913).
1901 errang Salchow, dessen Stärke das Pflichtprogramm war, seinen ersten von insgesamt zehn WM-Titeln, vor Tausenden von Zuschauern am Nybroviken in Stockholm. Bei der Weltmeisterschaft 1902 gewann er vor dem Zweiten, der Britin Madge Syers. Im Jahr darauf wurde die Teilnahme von Frauen bei den Männer-Wettkämpfen verboten, was bis dahin nicht explizit der Fall gewesen war; ab 1906 wurde eine getrennte Weltmeisterschaft für Frauen ausgerichtet. 1903 wurde Salchow Weltmeister in Sankt Petersburg, und der Zar schenkte ihm eine 60 Kilogramm schwere Silberkopie des gewaltigen Reiterstandbildes von Peter dem Großen. Salchow hatte Probleme, diese durch den Zoll zu bekommen, und das Geschenk kam ihn teuer zu stehen. Bei der Weltmeisterschaft 1906 in München trat Salchow nicht an, da er befürchtete, dort nicht fair von den Preisrichtern behandelt zu werden, da sein größter Konkurrent der Deutsche Gilbert Fuchs war. 1910 und 1911 verwies er bei Weltmeisterschaften jeweils den Deutschen Werner Rittberger auf Platz zwei.
Salchow wurde der erste Olympiasieger im Eiskunstlauf: Bei den Sommerspielen in London 1908 gewann er die Goldmedaille; eigenständige Winterspiele gab es erst ab 1924. 1911 trat er vom aktiven Sport zurück, hatte aber 1913 und 1920 – mit 42 Jahren – noch zwei Comebacks, wobei er bei seinem Olympiastart 1920 seinen eigenen Sprung verpatzte und deshalb nur Vierter wurde. Salchow nahm zusätzlich an nationalen Wettbewerben in anderen Sportarten teil, wie im Bobsport, Segeln oder Radrennen. Im Radsport war er auch international aktiv.
Bis heute ist Ulrich Salchow durch den von ihm erfundenen und nach ihm benannten Salchow-Sprung bekannt, den er bei seinen Vorbereitungen für die Weltmeisterschaft 1910 in Davos entwickelte. Der Sprung wird mittlerweile bei Herren-Eiskunstlaufwettbewerben bereits häufig, bei den Damen sehr selten, vierfach ausgeführt.

### Privates und Berufliches
Ulrich Salchow war als Sportler Amateur. Mit 21 Jahren machte er sich beruflich in der Elektrobranche selbständig, später war er als Generalagent von Marconis Wireless Telegraph Co. tätig. Er konstruierte einen Kunstlauf-Schlittschuh, der unter seinem Namen vermarktet wurde und schrieb ein Handbuch für den Eiskunstlauf (1906), das in vier Sprachen publiziert wurde. 1904 wurde er unter dem Pseudonym Ten Sportjournalist bei Dagens Nyheter und später Mitglied des schwedischen Schriftsteller-Klubs.
Mit 50 Jahren war Salchow noch Junggeselle. Dann lernte er die dänische Ärztin Anna Gormsen kennen, die verheiratet und Mutter von drei Töchtern war. Das Paar heiratete 1931.
Salchow hatte zahlreiche Ämter als Funktionär inne: Von 1925 bis 1937 war er Präsident der Internationalen Eislaufunion (ISU). Er war Gründer und lange Jahre führender Funktionär des Schwedischen Eislaufverbandes, Sekretär des Schwedischen Radsportverbandes, Funktionär bei Automobilrennen, Mitglied des Vorstands des Reichssportbundes, Funktionär der Leichtathletikwettbewerbe der Olympischen Spiele 1912 und Vorsitzender des Schwedischen Boxverbandes (1919–32).
Nachdem Salchow zwölf Jahre lang Präsident der ISU gewesen war, wurde 1937 ein Gegenkandidat, der Niederländer Gerrit van Laer, zum neuen Präsidenten gewählt. Salchow griff den neuen Präsidenten im Namen des Schwedischen Eislaufverbandes an, was zu Auseinandersetzungen innerhalb des Verbandes führte, woraufhin Salchow diesen verließ. Im April 1939 übergab er den Sportchefs der führenden Stockholmer Zeitungen einen Bericht, der in Angriffen gegen van Laer und Mitglieder des Schwedischen Eislaufverbandes gipfelte. Daraufhin wurde er vom schwedischen Dach-Sportverband für drei Jahre für jegliche Funktionärstätigkeit gesperrt.
Ulrich Salchow brach zusammen und wurde in die Nervenheilanstalt Beckomberga eingeliefert. Er starb 1949 im Alter von 71 Jahren in Stockholm und wurde auf dem Norra begravningsplatsen in Solna, Stockholms län beigesetzt. Seine Frau starb 1998 im Alter von 104 Jahren und ist im selben Grab beerdigt.

## Ehrungen
1976 wurde Salchow in die World Figure Skating Hall of Fame aufgenommen.

## Ergebnisse
| Wettbewerb / Jahr           | 1895 | 1896 | 1897 | 1898 | 1899 | 1900 | 1901 | 1902 | 1903 | 1904 | 1905 | 1906 | 1907 | 1908 | 1909 | 1910 | 1911 | 1913 | 1920 |
| --------------------------- | ---- | ---- | ---- | ---- | ---- | ---- | ---- | ---- | ---- | ---- | ---- | ---- | ---- | ---- | ---- | ---- | ---- | ---- | ---- |
| Olympische Spiele           |      |      |      |      |      |      |      |      |      |      |      |      |      | 1.   |      |      |      |      | 4.   |
| Weltmeisterschaften         |      |      | 2.   |      | 2.   | 2.   | 1.   | 1.   | 1.   | 1.   | 1.   |      | 1.   | 1.   | 1.   | 1.   | 1.   |      |      |
| Europameisterschaften       |      |      |      | 1.   | 1.   | 1.   | 3.   |      |      | 1.   |      | 1.   | 1.   |      | 1.   | 1.   |      | 1.   |      |
| Schwedische Meisterschaften | 1.   | 1.   | 1.   |      |      |      |      |      |      |      |      |      |      |      |      |      |      |      |      |

## Schriften
- Das Kunstlaufen auf dem Eise. Grethlein, Leipzig 1910.